# 15 février aux Jeux olympiques d'hiver de 2014
Pour un article plus général, voir Jeux olympiques d'hiver de 2014.
Le samedi 15 février aux Jeux olympiques d'hiver de 2014 est le dixième jour de compétition.

## Programme
| Heure UTC+4 (Sotchi)                          |               |
| bleu                                          | Cérémonie     |
| neutre                                        | Épreuve       |
| or                                            | Finale        |
| orange                                        | Petite finale |
| rose                                          | Reporté       |
| gris                                          | Annulé        |
| Compétition masculine                         | Hommes        |
| Compétition féminine                          | Femmes        |
| Compétition mixte (hommes et femmes mélangés) | Mixte         |
| Compétition en couple (1 homme et 1 femme)    | Couple        |
| modifier                                      |               |

| Horaire | Discipline Spécialité | Discipline Spécialité              | Discipline Spécialité | Phase                                 | Résultats                                              | Références |
| ------- | --------------------- | ---------------------------------- | --------------------- | ------------------------------------- | ------------------------------------------------------ | ---------- |
| 09:00   |                       | Curling                            | Compétition femmes    | Phase préliminaire 8e session         | 8-6                                                    | -          |
| 09:00   |                       | Curling                            | Compétition femmes    | Phase préliminaire 8e session         | 7-6                                                    | -          |
| 09:00   |                       | Curling                            | Compétition femmes    | Phase préliminaire 8e session         | 10-8                                                   | -          |
| 11:00   |                       | Ski alpin Super-G                  | Compétition femmes    | Finale                                | Anna Fenninger · Maria Höfl-Riesch · Nicole Hosp       | -          |
| 12:00   |                       | Hockey sur glace                   | Compétition hommes    | Tour préliminaire Groupe A - Match 11 | 1-3                                                    | -          |
| 12:00   |                       | Hockey sur glace                   | Compétition femmes    | Quart de finale Match 13              | 2-4                                                    | -          |
| 14:00   |                       | Curling                            | Compétition hommes    | Phase préliminaire 9e session         | 8-4                                                    | -          |
| 14:00   |                       | Curling                            | Compétition hommes    | Phase préliminaire 9e session         | 3-9                                                    | -          |
| 14:00   |                       | Curling                            | Compétition hommes    | Phase préliminaire 9e session         | 7-5                                                    | -          |
| 14:00   |                       | Curling                            | Compétition hommes    | Phase préliminaire 9e session         | 6-9                                                    | -          |
| 14:00   |                       | Short-track 1 000 m                | Compétition hommes    | Finale                                | Viktor Ahn · Vladimir Grigorev · Sjinkie Knegt         | -          |
| 14:00   |                       | Short-track 1 500 m                | Compétition femmes    | Finale                                | Zhou Yang · Shim Suk-hee · Arianna Fontana             | -          |
| 14:00   |                       | Ski de fond Relais 4 × 5 km        | Compétition femmes    | Finale                                | Suède · Finlande · Allemagne                           | -          |
| 16:30   |                       | Hockey sur glace                   | Compétition hommes    | Tour préliminaire Groupe A - Match 12 | 3-2                                                    | -          |
| 16:30   |                       | Hockey sur glace                   | Compétition femmes    | Quart de finale Match 14              | 2-0                                                    | -          |
| 17:30   |                       | Patinage de vitesse 1 500 m        | Compétition hommes    | Finale                                | Zbigniew Bródka · Koen Verweij · Denny Morrison        | -          |
| 18:45   |                       | Skeleton Épreuve hommes            | Compétition hommes    | Finale                                | Alexander Tretiakov · Martins Dukurs · Matthew Antoine | -          |
| 19:00   |                       | Curling                            | Compétition femmes    | Phase préliminaire 9e session         | 6-7                                                    | -          |
| 19:00   |                       | Curling                            | Compétition femmes    | Phase préliminaire 9e session         | 5-3                                                    | -          |
| 19:00   |                       | Curling                            | Compétition femmes    | Phase préliminaire 9e session         | 6-8                                                    | -          |
| 19:00   |                       | Curling                            | Compétition femmes    | Phase préliminaire 9e session         | 9-6                                                    | -          |
| 21:00   |                       | Hockey sur glace                   | Compétition hommes    | Tour préliminaire Groupe C - Match 13 | 1-0                                                    | -          |
| 21:00   |                       | Hockey sur glace                   | Compétition hommes    | Tour préliminaire Groupe C - Match 12 | 5-3                                                    | -          |
| 21:30   |                       | Saut à ski Grand tremplin (HS 140) | Compétition hommes    | Finale                                | Kamil Stoch · Noriaki Kasai · Peter Prevc              | [ 1 ]      |

## Médailles du jour
| Rang  | Nation       | Or | Argent | Bronze | Total |
| ----- | ------------ | -- | ------ | ------ | ----- |
| 1     | Russie       | 2  | 1      | 0      | 3     |
| 2     | Pologne      | 2  | 0      | 0      | 2     |
| 3     | Autriche     | 1  | 0      | 1      | 2     |
| 4     | Chine        | 1  | 0      | 0      | 1     |
| -     | Suède        | 1  | 0      | 0      | 1     |
| 6     | Allemagne    | 0  | 1      | 1      | 2     |
| -     | Pays-Bas     | 0  | 1      | 1      | 2     |
| 8     | Corée du Sud | 0  | 1      | 0      | 1     |
| -     | Lettonie     | 0  | 1      | 0      | 1     |
| -     | Finlande     | 0  | 1      | 0      | 1     |
| -     | Japon        | 0  | 1      | 0      | 1     |
| 11    | Canada       | 0  | 0      | 1      | 1     |
| -     | Italie       | 0  | 0      | 1      | 1     |
| -     | États-Unis   | 0  | 0      | 1      | 1     |
| -     | Slovénie     | 0  | 0      | 1      | 1     |
| Total | Total        | 7  | 7      | 7      | 21    |